# قضاء سفوان
قضاء سفوان هو قضاء عراقي في أقصى غرب وجنوب محافظة البصرة في جنوب جمهورية العراق، مساحته 353620،دونماً 8872 كيلومتراً مربعاً،[تحقق من المصدر] تأسست ناحية سفوان سنة 1970، أو 1977، ثم صارت قضاء في 21 كانون الثاني سنة 2024، ومركزه مدينة سفوان، ذُكر في سنة 2024 أن عدد سكان القضاء مئة ألف، وفي القضاء جبل سنام المعروف، الأراضي الصالحة للزراعة في قضاء سفوان 244000 دونم عراقي، حتى سنة 2014، أكثر سكان القضاء ريفيون. قضاء سفوان في أرض صحراوية، وفيه كثبان رملية مساحتها 210 كيلومترات مربعة.  قضاء سفوان متاخم للحدود الكويتية الشمالية والغربية، وفيه مطار سنام، وفيه منفذان حدوديان إلى الكويت، منفذ سفوان الحدودي المتخذ لمرور البضائع والمسافرين بين الدولتين، ومنفذ جريشان الحدودي.

## مقاطعات قضاء سفوان

حدود ناحية أم قصر المستحدثة سنة 1981 بالخط الأسود وتظهر فيها المقاطعات التي نُقلت إدارتها من ناحية سفوان إلى ناحية أم قصر ومنها مقاطعة سفوان الشرقية والكشعانية

في 1 كانون الثاني سنة 1965 صدر قرار تسمية ناحية سفوان وجعل قرية سفوان مركزاً للناحية، وكانت مساحة الناحية يومئذٍ 490 كيلومتراً مربعاً،، وذُكر في قرار وزارة الداخلية حينئذٍ:
"بناء على مقتضيات المصلحة الادارية واستنادا الى السلطة المخولة لنا بمقتضى المادة الخامسة من قانون ادارة الالوية رقم –16 – لسنة 1945 قررنا ابدال اسم ناحية الزبير باسم ناحية صفوان ونقل مركزها من قصبة الزبير الى قرية صفوان وتكون الحدود الادارية الفاصلة بينها وبين مركز قضاء الزبير على الوجه التالي :
يبدأ الحد من نقطة تلاقي الحدود الادارية لأقضية أبي الخصيب والفاو والزبير ومن هذه النقطة يسير الحد بخط مستقيم حتى يصل نقطة التثليث المرقمة (م ن 17) ثم يسير الحد من هذه النقطة بخط مستقيم حتى يصل نقطة التثليث المرقمة (146) الواقعة على شعيب الشيخ ومنها يسير الحد بخط مستقيم حتى يلتقي بمحطة قطار الغبيشية.".
كان في ناحية سفوان 17 مقاطعة، حتى يوم 21 كانون الثاني سنة 2024 حين أعلنَ عن تحويل الناحية إلى قضاء وصار عدد مقاطعاته 11، علماً بأنه لم يكن التقسيم الإداري المسمى ناحية أم قصر موجوداً، وكانت أراضيها جزءاً من ناحية سفوان، حتى يوم 6 تشرين الأول سنة 1981م حين صدر قرار من مجلس قيادة الثورة لاستحداث ناحية أم قصر المتكونة من مقاطعات كانت تابعة لناحية سفوان، ومقاطعات تابعة لمركز قضاء الزبير.

### مقاطعات سفوان الملحقة بأم قصر
- مقاطعة سفوان الشرقية، وهي مجاورة لمقاطعة سفوان الشمالية رقم 1.
- مقاطعة أم قصر رقم 7
- مقاطعة كريع الذيب رقم 16
- مقاطعة هدامة.
- مقاطعة شعوان
- مقاطعة أم قصر الجنوبية
- مقاطعة الكشعانية والكعكاعي.

| المقاطعة ورقمها     | مساحتها دونماً | إحداثياتها           |
| سفوان الشمالية 1    | 8200          | 30.118624, 47.717957 |
| سفوان الجنوبية 2    | 15560         | 30.108601, 47.552261 |
| سنام 3              | 40640         | 30.127310, 47.622385 |
| مويلحات الجنوبية 4  | 15200         |                      |
| خضر الماي 5         | 103560        | 29.792109, 46.946827 |
| شعيب كرينات 6       | 16240         |                      |
| شعيب بطين 7         | 46720         |                      |
| شعيب الشيخ 8        | 22360         |                      |
| الرافعية الغربية 9  | 42640         |                      |
| الرميلة الجنوبية 10 | 132000        |                      |
| هليبة 11            | 27440         | 30.101660, 47.350130 |
| مويلحات الشمالية 12 | 33480         |                      |
| الكرطة الجنوبية 13  | 37560         |                      |
| شعيب الباطن 14      | 16240         |                      |
| الخفافة 15          | 65000         |                      |
| الكرطة الشمالية 16  | 36560         |                      |
| البادية الجنوبية 17 | 2876800       | 30.324471, 47.076845 |
| المساحة الكلية      | 3536200       |                      |

## طرق قضاء سفوان
حتى يوم 21 كانون الثاني سنة 2024 كانت أطوال الطرق المعبدة في أرجاء ناحية سفوان 210.1 كيلومتر.

### محطات الركاب
- الكراج القديم: قريب من موقع البلدية الحالي، وكانت باصات الأجرة الحكومية تنطلق من ذاك الكراج إلى أم قصر ثم العشار.
- كراج سفوان القريب من جامع سفوان.
- الكراج الجديد المجاور لنادي سفوان، أنشأته الحكومة في التسعينات.[14]

### طرق الناحية
كان الطريق بين الزبير وسفوان ترابياً متعرجاً رملياً يبدأ من الزبير إلى جبل سنام ثم ينعطف شرقاً إلى سفوان ثم الكويت، حتى سنة 1965 حين أُنجز تبليط طريق مباشر من الزبير إلى مركز سفوان.
- الطريق الدولي، القادم من محافظة ذي قار إلى غرب الزبير إلى سفوان.
- طريق سفوان أم قصر، طوله 22 كيلومتراً.[16]

- طريق الزبير الركعي.

## الخدمات

### الدوائر الحكومية
- قلعة صفوان: في سنة 1905م في عهد محلص باشا والي البصرة بالعراق في العهد العثماني، كان بسفوان قلعة سفوان وهي بناية مربعة بسيطة في داخلها غرف للضباط وللجنود فيها سرية عددها كثير من المشاة العثمانيين مع ضابط واحد اسمه جميل أفندي بن نجيب باشا.[17][18] وفي سنة 1957 بُنيت دائرة الجوازات والكمارك ومركز الشرطة المحلية وشرطة الخيالة.[15]
- كان موقع الكمارك العراقية في موقع البلدية الحالي، قال سعد شريف طاهر في كتابه (سفوان بين خيمتين) "بناية البلدية حالياً كونها كانت مديرية كمرك سفوان".[19] وقال عبد الجبار الراوي في كتابه (البادية) المنشور سنة 1949 م "إذا قطع السائر في الطريق العام الذي يصل بين الزبير والكويت مسافة 35 كيلومتراً فإنه يصل إلى سفوان وفي هذا الموقع مركز لشرطة البادية والكمارك وفيه أيضاً آبار غزيرة المياه قليلة العمق عذبة وفيه كذلك نخيل مما يُستدل منه على أنها بقايا بساتين كانت عامرة فيه".[20]

### الكهرباء
نُصب مولّد ديزل لتوليد الكهرباء سنة 1962 وفي سنة 1969 رُبطت سفوان بكهرباء أم قصر ذات خط 11 ضغط عالي.

### الماء
منذ سنة 1961 كانت إسالة الماء مصدرها من آبار ارتوازية محلية، ثم مُدّ أنبوب شبكة إسالة الماء من شط العرب إلى الشعيبة إلى سفوان.

### المقابر
- مقبرة أطفال: ذُكر أنها كانت الأرض التي بُنيت عليها ثانوية ذي النورين.
- قيل إن البدو كانوا يدفنون موتاهم في منطقة الجوارين التي كانت تُسمى الغرّاكة وألغيت تلك المقبرة سنة 1979.
- مقبرة أطفال: بعد إلغاء مقبرة الأطفال عند ثانوية ذي النورين، اتخذ الاهالي مقبرة أخرى للأطفال في أطراف شرق ناحية سفوان قرب بيت مطشر الحصونة، وعقب معركة أم المعارك جمعت بعض رفات الجنود العراقيين ودفنوا في مقبرة الأطفال مؤقتاً حتى جاء أهاليهم ونقلوا جثامينهم إلى مقابر أخرى.
- مقبرة النجمي: مساحتها 50 دونماً عراقياً، بين المقبرة وبين شمال سفوان 10 كيلومترات في طريق الناصرية، دُفن فيها جثامين جنود إيرانيين معلومة هوياتهم، كما دُفن في المقبرة جثامين جنود مجهولي الهوية عراقيين وإيرانيين في أثناء معركة القادسية الثانية بين الدولتين.
- مقبرة شهداء اللوحة: مقبرة في مقاطعة مويلحات رقم 15، دُفنَ فيها جثامين مقاتلين من عشيرة اللوحة كانوا قد تصدوا لهجوم من إخوان من طاع الله في منطقة الروضتين بشمال الكويت بين سنة 1919 و1920م.[21]

## مديرو قضاء سفوان
| المدير                | الفترة |
| فاروق صبحي            |        |
| ناظم عبد الحميد       |        |
| عباس فاضل حسون        |        |
| فخري عبد المنعم       |        |
| عباس فاضل حسون        |        |
| مهدي صالح شهاب        |        |
| عواد كاظم بلعوط       |        |
| منصور حسين ناصح       |        |
| محمد علي جواد         |        |
| عبد الحسين خضيّر       |        |
| صدّيق ذنّون             |        |
| داود حميد أحمد        |        |
| مشرف عبد الله عبد     |        |
| أحمد غزّاي عباس        |        |
| عبد الأمير عبد الواحد |        |
| محمد صالح البيضاني    |        |
| طالب خليل الحصونة     | 2023   |